# Cecilia Toussaint
Pour les articles homonymes, voir Toussaint (homonymie).
Cecilia Toussaint, née à Mexico le 11 octobre 1958, est une chanteuse, actrice et auteur-compositrice mexicaine.

## Filmographie partielle

### Cinéma
- 1978 : El servicio d'Alberto Cortés (es)
- 1979 : Cualquier cosa de Douglas Sánchez (en)
- 1981 : Hacer un guion de Dorotea Guerra
- 1982 : Antonieta de Carlos Saura
- 1983 : Frida, nature vivante (Frida, naturaleza viva) de Paul Leduc : La sœur de Frida
- 1984 :  Mujeres salvajes  (en) de Gabriel Retes : Águila
- 1985 : La habitación que silva (série) de Felipe Cazals
- 1986 :  ¿Cómo ves?  (es) de Paul Leduc
- 1991 : Objetos perdidos : Pilar
- 1993 :  Dama de noche  (es) d'Eva López Sánchez : Sofía

### Télévision
- 1985 : Cuentos de madrugada
- 1986 : Martín Garatuza : Monja Antonia Alférez
- 1986 : Cautiva : Patricia Arellano
- 1990 : Alcanzar una estrella : Lic. Cuevas
- 1990 : En carne propia : Laura Gámez
- 1994 : Agujetas de color de rosa
- 2000 : DKDA: Sueños de juventud : Dolores "Lola" Saldivar
- 2001 : Lo que callamos las mujeres : Asunción
- 2011 : El equipo : Psicóloga
- 2011 : El encanto del águila : Carmen Romero Rubio
- 2014 : Yo no creo en los hombres (série télévisée) :  Honoria Ramírez de Delgado
- 2015 : Amor de barrio : Dalia Tovar Vda. de López
- 2017-2018 : Sin tu mirada : Damiana Ríos Zepahua